# デビッド・ガイシンガー
デビッド・ガイシンガー（英: David Geisinger、1790年 – 1860年3月5日）はアメリカ海軍の士官で、米英戦争に参加し、後に東インド艦隊の司令官となった。

## 経歴
ガイシンガーは1790年にメリーランド州で生まれ、1809年11月15日にアメリカ海軍に士官候補生として入った。米英戦争中、帆走戦闘スループ・ワスプ（USS Wasp）の乗員となる。1814年9月21日、英国海軍のブリッグ・アタランタ（HMS Atalanta）を拿捕した。ガイシンガーはこのブリッグを指揮して米国に向かうよう命令され、1814年11月4日、ジョージア州サバンナに無事に到着した。ワスプはその後行方不明になるが、ガイシンガーは難を逃れた。1814年12月9日に大尉に昇進した。
1829年3月には中佐に昇進。1833年には戦闘スループ・ピーコック（USS Peacock）の艦長として、外交官エドマンド・ケネディをシャムおよびマスカットに送った。ケネディはそれぞれの国で3月にラーマ3世と、9月にはサイイド・サイードと外交交渉を行った。
1838年5月24日、大佐に昇進。1848年から1850年まで代将として東インド艦隊の指揮をとった。この間に、難破したアメリカ捕鯨船の乗員が日本に囚われているとの情報を、オランダ領事より得た。ガイシンガーは戦闘スループ・プレブル（USS Preble ）の艦長ジェームス・グリンに長崎行きを命令した。グリンは1849年4月17日に長崎に到着し、武力行使もありえると脅しながら乗員の解放を要求した。オランダ商館長の助けもあり、4月26日に乗員は解放された。これは米国が初めて日本との外交交渉に成功した例となった。
米国に戻ってからは、フィラデルフィア海軍施設長を務めた。1855年9月13日に予備役に編入され、1860年3月5日にフィラデルフィアで死亡した。